# جیمز کاهیل
جیمز فرانسیس کاهیل (به انگلیسی: James Francis Cahill) (متولد ۱۳ آگوست ۱۹۲۶ - درگذشت ۱۴ فوریه ۲۰۱۴) موزه‌دار، تاریخ‌دان (تاریخ هنر) و استاد دانشگاه برکلی کالیفرنیا بود. او به عنوان یکی از بهترین نویسندگان هنر چینی شناخته‌شده‌است.

## دوران اولیه و تحصیلات
جیمز کاهیل در ۱۳ آگوست ۱۹۲۶، در فورت برگ، کالیفرنیا به دنیا آمد. وقتی دو ساله بود، خانواده‌اش از هم جدا شدند و او با تعدادی از دوستان و خویشاوندانش زندگی کرد. او در دبیرستان برکلی به موسیقی و ادبیات علاقه‌مند شد.
در ۱۹۴۳، کاهیل به دانشگاه کالیفرنیا، برکلی وارد شد و در آغاز به تحصیل زبان انگلیسی مشغول شد ولی تصمیم گرفت به خاطر جنگ جهانی دوم، به جای آن رشته، به ژاپن‌شناسی روی آورد. او بعدها به عضویت ارتش آمریکا در آمد و طی سال‌های ۱۹۴۶ تا ۱۹۴۸ به عنوان مترجم، در ژاپن و کره جنوبی مشغول به خدمت شد. در آسیا، او مشغول به گردآوری نقاشی‌ها گشت. در ۱۹۴۸ و در بازگشت به دانشگاه یو سی برکلی، او لیسانس زبان‌های شرقی را به سال ۱۹۵۰ کسب کرد. سپس زیر نظر مکس لوهر، به مطالعه تاریخ هنر در دانشگاه میشیگان روی آورد که منجر به دریافت فوق لیسانسش در ۱۹۵۲ و دکترایش در ۱۹۵۸ شد. در ۱۹۵۴ و ۱۹۵۵ کاهیل به عنوان پژوهشگر فولبرایت، در دانشگاه کیوتو در ژاپن تحصیل کرد.

## زندگی شخصی
کاهیل دو بار ازدواج کرد و طلاق گرفت. او ۲ فرزند از ازدواج اولش (سارا کاهیل و نیکولاس) و دو فرزند دیگر از ازدواج دومش، بندیت و ژولیان دارد. همچنین او شش نوه دارد. او در ۱۴ فوریه ۲۰۱۴، در سن ۸۷ سالگی، بر اثر سرطان پروستات درگذشت.